# Sayori (Doki Doki Literature Club!)
Sayori (サヨリ) é uma personagem fictícia do romance visual Doki Doki Literature Club!. Ela é amiga de infância e vizinha do protagonista, incentivando-o a entrar para o clube de literatura, do qual ela é membro. No decorrer do jogo, é mostrado que a personalidade alegre de Sayori é forçada, com os sintomas de sua depressão se tornando mais evidentes. Isso culmina com Sayori cometendo suicídio e sendo excluída do jogo pela antagonista do jogo, Monika. Ela acaba sendo restaurada no final do jogo, embora seu destino dependa das ações do jogador.
Do elenco, Sayori foi a personagem que mais foi influenciada pelo mundo real, com o criador Dan Salvato comentando que a depressão dela foi inspirada por pessoas de sua vida. Ele descobriu que, ao escrever o elenco, ele se viu reconhecendo a "realidade" deles e querendo explorar isso. A recepção em relação à Sayori foi positiva, e a forma como a depressão dela foi retratada foi elogiada por sua precisão. Alguns críticos se viram em Sayori, com comentários sobre como a depressão de Sayori não era algo que pudesse ser consertado pelo jogador.

## Conceito e criação
Sayori foi criada por Dan Salvato para Doki Doki Literature Club!. Ela é vizinha do personagem do jogador e se destaca por sua personalidade positiva, falta de jeito e tendência a se atrasar. À medida que o jogador avança no jogo, é descoberto que Sayori sofre de depressão, apresentando sintomas como positividade forçada, comer demais, dormir demais, esquecimento, dificuldade para sair da cama e pensamentos suicidas.
Salvato criou personagens modelos baseados em arquétipos de anime que receberam nomes japoneses para enfatizar uma atmosfera pseudo-japonesa. O nome Sayori é uma fusão dos nomes japoneses "Sayuri" e "Saori". Ao escrever o jogo, Salvato descobriu que estava reconhecendo a "realidade" de personagens como Sayori. Ele queria se conectar mais com as personagens e, por isso, explorou coisas como suas "inseguranças e traços de personalidade realistas", além de seus "arquétipos tradicionais". Ela foi o caso mais forte de inspiração no mundo real, tendo sido inspirada diretamente por pessoas com depressão na vida de Salvato. Devido à falta de habilidades artísticas de Salvato na época, ele criou os designs de Sayori e das outras personagens em um programa gratuito de criação de animes, que foram usados em uma versão de teste do jogo. Salvato reconheceu que um produto dessa qualidade não satisfaria os potenciais jogadores, então decidiu contratar artistas. O design final de Sayori no jogo foi feito pela artista Satchely.

## Aparições
Sayori é uma das quatro personagens não jogáveis de Doki Doki Literature Club!, ao lado de Yuri, Natsuki, e Monika, todas pertencentes ao clube de literatura. Ela é a melhor amiga do protagonista e o convenceu a entrar para o clube. Ela, juntamente com os outros membros, escreve poesias durante todo o jogo, sendo que a poesia de Sayori revela progressivamente sentimentos mais sombrios de depressão. Ela acaba se confidenciando com o protagonista, contando-lhe sobre sua depressão e, mais tarde, confessando seu amor, que ele pode aceitar ou rejeitar. Independentemente da resposta, ela comete suicídio por enforcamento, fazendo com que o jogo seja reiniciado depois que o protagonista encontra seu cadáver.
Quando o jogo é reaberto, a existência de Sayori é removida. Monika acaba excluindo Yuri e Natsuki, revelando que tem um amor obsessivo pelo jogador e não pelo personagem que lhe controlavam. Ela também revela que entrou no código do jogo para modificar os parâmetros das personagens a fim de torná-las menos atraentes, fazendo com que seu traço de depressão aumentasse. Depois disso, o arquivo de Monika é excluído pelo jogador, o que acaba fazendo com que ela se arrependa de seu comportamento em relação ao jogador e aos personagens do jogo. Ela restaura o jogo ao seu estado anterior, menos ela mesma.
Há dois finais possíveis, ambos envolvendo Sayori se tornando autoconsciente como Monika depois de se tornar a presidente do clube no lugar de Monika. Em um deles, ela se comporta de forma semelhante a Monika, o que leva Monika a excluir Sayori e o restante do jogo, acreditando que o jogo não deveria continuar existindo. O outro é obtido ao ver todo o conteúdo do jogo antes da morte de Sayori. Neste final, Sayori agradece ao jogador por deixar todos felizes. Um terceiro final pode ocorrer se o jogador excluir Monika antes do começo do jogo, o que faz com que Sayori se torne consciente de si mesma na primeira cena, entre em pânico e, por fim, feche o jogo. Se o jogador reabrir o jogo, será exibida uma imagem de Sayori pendurada em uma forca.
Sayori também aparece na versão aprimorada do jogo, Doki Doki Literature Club Plus!. Essa versão do jogo apresenta várias "histórias secundárias" que retratam a origem do clube, embora em uma realidade alternativa em que Monika nunca teve consciência de si mesma.
Sayori recebeu várias peças de mercadoria. Ela recebeu dois bonecos, um da linha Pop Up Parade e outro da linha Nendoroid, além de um relógio de pulso com o tema dela.

## Recepção
Em geral, Sayori foi bem recebida, principalmente pela forma como sua depressão foi retratada. Gita Jackson, do Kotaku, se afeiçoou a Sayori, vendo nela "um pouco do meu eu adolescente confuso e triste". Ela discutiu um de seus poemas, Bottles, que, segundo ela, falava do desejo de Sayori de fazer os outros felizes, mas seus esforços eram rejeitados, deixando-a sem felicidade para si mesma. Ela contrasta a depressão de Sayori com outros romances visuais; onde os personagens têm problemas emocionais que precisam ser resolvidos pelo jogador, a depressão de Sayori não é resolvida tão facilmente.
A escritora do Fanbyte, Kara Dennison, discutiu a depressão de Sayori, comentando que sua aversão à ajuda reflete o sentimento de que ela está desperdiçando o amor, em vez de acreditar que não o merece. Ela discutiu como essa é uma dificuldade real pela qual ela mesma passou, dizendo que sua história e seus personagens são valiosos tanto para quem sofre quanto para quem está ao seu redor. Ela também opinou que a história de Sayori era uma "abordagem inteligente” de uma doença mental. Sky LaRell Anderson, da Universidade de St. Thomas, apesar de achar que o retrato das doenças mentais de Sayori era preciso, lamentou que o jogo não tenha aproveitado a interatividade de sua mídia para retratá-las.
Ana Valens, do The Daily Dot, considerou Sayori como sua personagem favorita no jogo, e interpretou ela como sendo pansexual. Ela citou uma cena em que Sayori chamava Natsuki de fofa e colocava as mãos em seus ombros; embora reconhecesse que garotas chamando umas às outras de fofas é normal para pessoas heterossexuais, ela comentou que esse não é o caso para a interação física que Sayori fez naquele momento. Isso, combinado com uma cena posterior, sugeriu a ela que o gênero não era um fator relevante para a atração de Sayori. Ela disse que isso poderia ser relevante para a depressão de Sayori, comentando que uma sociedade que espera que as mulheres namorem homens pode ser difícil para mulheres não heterossexuais, sentindo que Sayori é igual a ela nesses aspectos. Valens também opinou que suas dificuldades eram as mais memoráveis do elenco, falando sobre como, não importa o que aconteça, Sayori morrerá, seja por suicídio ou pela interrupção do jogo.
Shohei Fujita, que escreve para IGN Japan, comentou que a forma como a confissão e o suicídio foram tratados foi mais ética do que poderia ser, sugerindo que ser capaz de salvar Sayori ficando ao seu lado seria tratar a personagem como um objeto sem independência. Gene Cole, do TheGamer, discutiu o momento em que Sayori se torna presidente do clube e fica igual a Monika, classificando-o como o momento mais assustador do jogo.